# Myrcia thomasiana
Myrcia thomasiana är en myrtenväxtart som beskrevs av Dc.. Myrcia thomasiana ingår i släktet Myrcia och familjen myrtenväxter.
Artens utbredningsområde är Jungfruöarna. Inga underarter finns listade i Catalogue of Life.